# Safa Sporting Club
El Safa Beirut Sporting Club es un club de fútbol libanés de la ciudad de Beirut. Fue fundado en 1939 y juega en la Premier League del Líbano.

## Palmarés

### Torneos nacionales
- Primera División de Líbano (2):

2012, 2013
- Copa del Líbano (3):

1964, 1986, 2013
- Copa Elite del Líbano (2):

2009, 2012

## Participación en competiciones de la AFC
- Copa AFC: 4 apariciones

2008 - Finalista
2009 - Octavos de final
2012 - Fase de grupos
2013 -
- Cup Winners Cup: 2 apariciones

1992/93 - abandonó en la Primera Ronda
2000/01 - Primera Ronda

## Jugadores

### Jugadores destacados
| - Mahmoud Saad - Nabih Al-Jerdi - Walid Al-Miri - Ahmad El Naamani - Hasan Ayoub - Walid Dahrouj - Ramez Dayoub (jugó en el Selangor FA) - Ghassan Abou Diab - Bilal Hachem | - Youssef Mohamad (jugó y fue capitán del 1. FC Koln y también jugó en el SC Freiburg ) - Salomão Mazuad Salha - Fouad Badih Talhouk - Walid Zeineddine - Hisham Shleikh - Hani Abdul Fattah - Abdelkarim Hassoun - Kemokai Kallon |

## Entrenadores destacados
- Walid Zeineddine
- Mahmoud Saad
- Ghassan Abou Diab
- Samir Saad